# Cserdiny
Cserdiny (oroszul: Чердынь) város Oroszország Permi határterületén, a Cserdinyi járás székhelye. Régi nagy jelentőségét a 19. században végleg elvesztette.
Lakossága: 4920 fő (a 2010. évi népszámláláskor).

## Fekvése
A Permi határterület északkeleti részén, Permtől kb. 300 km-re, a Kolva (a Visera mellékfolyója) jobb partján terül el. Az ősi város az Északi-Urál előterében, a két folyó találkozásától 6 km-re alakult ki. A legközelebbi vasútállomás a 102 km-re délre fekvő Szolikamszk, a Perm–Szolikamszk vasútvonal végpontja. 

## Földrajz

### Éghajlat
| Hónap                           | Jan.  | Feb.  | Már.  | Ápr.  | Máj. | Jún. | Júl. | Aug. | Szep. | Okt.  | Nov.  | Dec.  | Év    |
| ------------------------------- | ----- | ----- | ----- | ----- | ---- | ---- | ---- | ---- | ----- | ----- | ----- | ----- | ----- |
| Rekord max. hőmérséklet (°C)    | 10,4  | 2,3   | 12,7  | 24,0  | 31,5 | 33,5 | 33,8 | 32,7 | 28,1  | 19,9  | 9,3   | 5,3   | 33,8  |
| Átlagos max. hőmérséklet (°C)   | −11,9 | −9,9  | −1,7  | 6,3   | 14,4 | 20,9 | 23,0 | 18,5 | 12,0  | 3,7   | −5,1  | −9,8  | 5,1   |
| Átlaghőmérséklet (°C)           | −15,1 | −13,2 | −5,5  | 2,1   | 9,3  | 15,8 | 18,2 | 14,4 | 8,6   | 1,4   | −7,5  | −12,8 | 1,4   |
| Átlagos min. hőmérséklet (°C)   | −18,3 | −16,5 | −9,3  | −2,1  | 4,3  | 10,8 | 13,3 | 10,2 | 5,3   | −0,9  | −9,9  | −15,7 | −2,3  |
| Rekord min. hőmérséklet (°C)    | −42,6 | −36,7 | −32,3 | −21,9 | −8,5 | −3,1 | 2,3  | −0,7 | −4,9  | −17,4 | −35,3 | −46,0 | −46,0 |
| Átl. csapadékmennyiség (mm)     | 61    | 38    | 41    | 48    | 55   | 76   | 86   | 77   | 73    | 77    | 75    | 68    | 774   |
| Forrás: Погода и климат Чердынь |       |       |       |       |      |      |      |      |       |       |       |       |       |

## Története
A mai város helyén a 11-12. században komi-permják település volt. A komi-permjak чер szó jelentése 'mellékfolyó'; a дын jelentése 'torkolat', cserdiny jelentése tehát: 'mellékfolyó torkolata'.
Írott forrás először 1451-ben említi mint Perm Velikaja (Nagy-Perm) fővárosát. 1462-ben kolostort alapítottak, mely 1784-ig állt fenn. 1472-ben III. Iván moszkvai nagyfejedelem seregei elfoglalták, és a moszkvai orosz állam része lett. Az Urál vidékén elsőként, 1535-ben városi rangot kapott. Ekkor kezdődött a kreml építése, mely a 18. század elejéig állt. Itt volt a kiindulópontja az Urálon át Nyugat-Szibériába vezető ősi kereskedelmi útvonalnak (Cserdinyszkij trakt). 1598-ban egy másik, kedvezőbb szibériai útvonalat nyitottak; a délebbre fekvő sófőző telepek terjedése és Szolikamszk gyors fejlődése miatt a 18. század elejére Cserdiny elvesztette „stratégiai” jelentőségét.
1781-től városi rangban a Cserdinyi ujezd székhelye volt. 1792-ben egy tűzvész során a város csaknem teljesen leégett. Az újjáépítés után, a 19. század folyamán is jelentős kereskedelmi központ maradt, de az ipari fejlődés és a kiépülő vasúti közlekedés elkerülte. 1924-ben a Cserdinyi járás székhelye lett. 

## A történelmi város
A város hét, árkokkal elválasztott dombra épült, a legmagasabb dombon egykori komi-permják erődítmények nyomai láthatók: az egyik a 8-9., a másik a 13-14. századból származik. Egy délkeleti dombra építették a 16. században a kremlt (a 18. századig állt fenn), egy másik dombon áll a város legrégebbi fennmaradt temploma. A 18. században a városközpont az egykori kremltől északnyugatra, a mai Szobornaja (Székesegyház-) térre helyeződött át. 
- Evangelista Szent Jánosnak szentelt templom (cerkov Ioanna Bogoszlova). Az 1462-ben alapított kolostor temploma, az Urál első téglaépítésű épülete volt. Ezt a templomot a szovjet korszakban csak 1940–1947 között tartották zárva,  egyébként végig működött.
- Feltámadás-székesegyház (Voszkreszenszkij szobor). 1750–1754-ben épült; az ötkupolás templom 1792-ben kiégett, a következő évben felújították és újra felszentelték.
- Megváltó színeváltozása-templom (Szpaszo-Preobrazsenszkaja cerkov, 1756).
- Úr megjelenése-templom (Vízkereszt) (Bogojavlenszkaja cerkov, 1751–1761).
- Istenanya elszenderedése-templom (Uszpenszkaja cerkov, 1784).

A polgári épületek közül fennmaradt az egykori Arzenál (18. sz. első fele), a kereskedői udvar (1857), a kereskedői sor és néhány tekintélyes, téglaépítésű kereskedői ház. 
A városban 1899-ben, Puskin születésének centenáriumán múzeumot alapítottak, és ugyanabban az évben egy régészeti múzeum is nyílt. 1918-ban a két múzeumot egyesítették, az új intézményt a költőről nevezték el, 1922-ben helytörténeti múzeummá nyilvánították.
Cserdiny szomorú nevezetessége, hogy 1934-ben itt töltötte száműzetése idejét Oszip Mandelstam író.